# Concertul primăverii
Concertul primăverii este o poezie scrisă de George Coșbuc, publicată în 1896 în volumul Fire de tort.